# チェ・ラースロー
チェ・ラースロー (Cseh László [ˈt͡ʃɛˌlɑ̈ːsloː]、1985年12月3日 - ）は、ハンガリーの男子競泳選手。身長188cm、体重82kg。ハンガリー人は姓を先に、名を後に表記する。「ラースロー・シェー」はハンガリー人の姓をフランス語読みしたものと思われるが、「チェ」はハンガリー人によくある姓で、フランス系の姓ではない。「ラースロー・チェー」という表記も見られるが、これはハンガリー語では「チェ」と読むので、先に広まってしまった語末を伸ばした表記の「シェー」と辻褄を合わせようとしたものと推定される。「チェ」は「チェー」のように語末を伸ばさない。

## 経歴
18歳で出場した2004年アテネオリンピックの400m個人メドレーで、マイケル・フェルプス、エリク・ベントのアメリカ勢に次いで銅メダルを獲得。200m個人メドレーは4位だった。
2008年北京オリンピックでは、200mバタフライ、200m個人メドレー、400m個人メドレーの3種目で銀メダルを獲得。3種目とも金メダルはマイケル・フェルプスだった。
2016年リオデジャネイロオリンピックでは、100mバタフライにおいてマイケル・フェルプス、チャド・レクロス等と同着で銀メダルを獲得した。